# Krigsføringens grundprincipper
Krigsføringens grundprincipper betegner et sæt af grundlæggende regler, som skal overvejes i forbindelse med planlægningen af et slag, en kampagne eller en operation. Reglerne er universelle, og uanset navnet kan de ikke kun anvendes i forbindelse med krig. F.eks. kan en salgs- eller reklamekampagne udmærket baseres på disse principper.
Principperne er oprindeligt udformet af Carl von Clausewitz og beskrevet i hans bog Om krig. Siden da er de imidlertid videreudviklet af andre teoretikere. Derfor findes der forskellige varianter. I det danske forsvar anvendes følgende model, som er beskrevet i Feltreglement 1:
- Målet
- Offensiven
- Tyngden
- Økonomi med kræfterne
- Kræfternes samspil
- Bevægelse
- Overraskelse
- Sikring
- Fleksibilitet
- Etik og Moral

Den amerikanske hær har defineret krigsføringens grundprincipper i Field Manual 100-5. Her anføres yderligere to principper nemlig:
- Enhed af kommandoen
- Enkelhed

Endelig bruger den engelske hær en model som også omfatter:
- Opretholdelse af moralen
- Administration